# Gitta Connemann

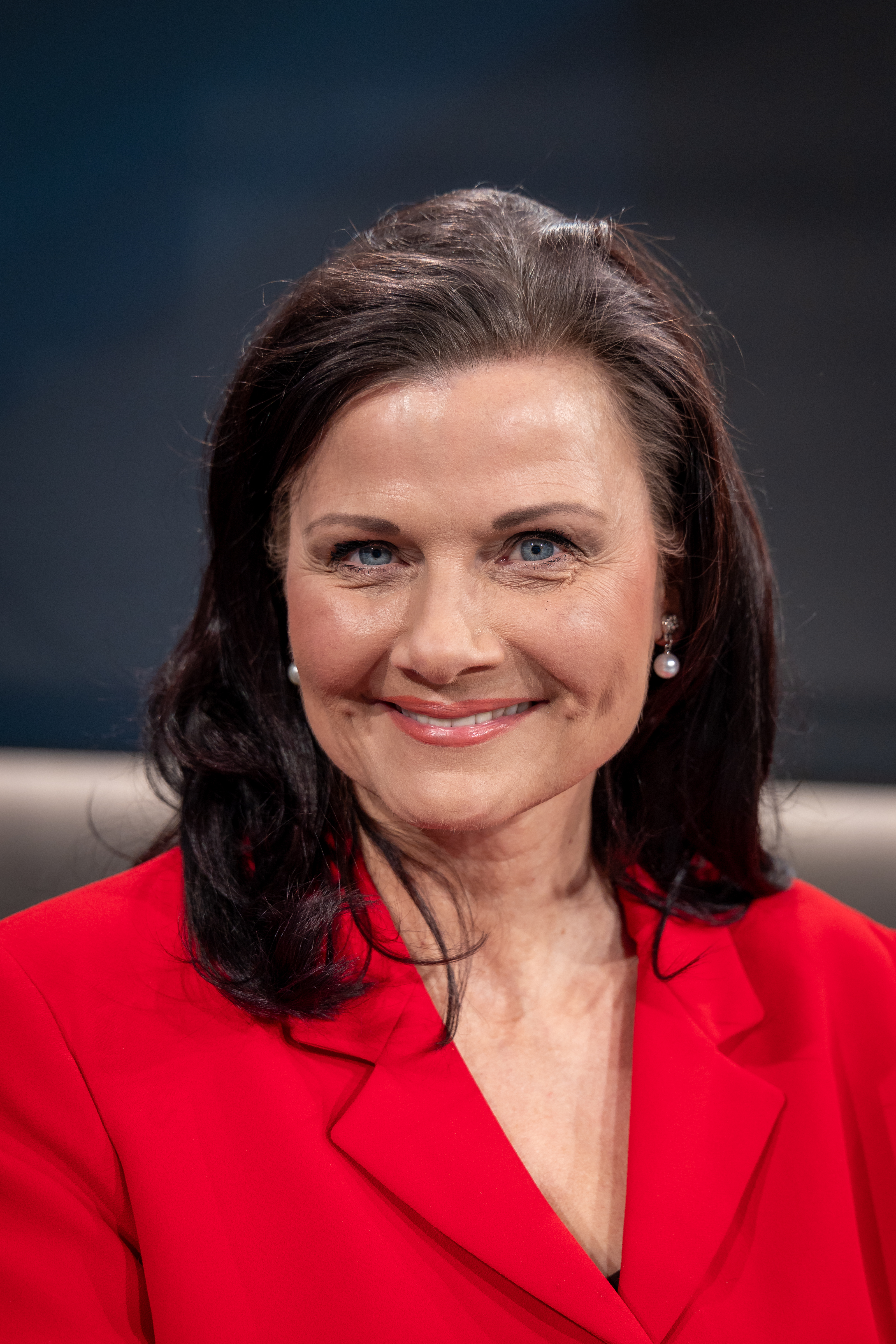
Gitta Connemann (2025)

Gitta Connemann, geborene Saathoff (* 10. Mai 1964 in Leer (Ostfriesland)), ist eine deutsche Politikerin (CDU) und Juristin. Sie ist seit 2002 Mitglied des Deutschen Bundestages und seit 2025 Parlamentarische Staatssekretärin bei der Bundesministerin für Wirtschaft und Energie. Zudem ist sie die Beauftragte der Bundesregierung für den Mittelstand. Seit 2021 amtiert sie als Bundesvorsitzende der Mittelstands- und Wirtschaftsunion.

## Leben

### Biographie
Gitta Saathoff wurde am 10. Mai 1964 in Leer als Tochter des Landwirts Andreas Folkmar Saathoff (1932–2010) und Hilje, geborene Buiskool (* 1933), geboren. Ihre Mutter stammt aus dem niederländischen Ort Woldendorp. Sie hat zwei jüngere Brüder und wuchs in Holtland auf. Nach dem Abitur 1983 am Teletta-Groß-Gymnasium Leer machte sie zunächst eine Lehre zur Verkäuferin in einem Schuhfachgeschäft in Leer und absolvierte anschließend ab 1984 ein Studium der Rechtswissenschaft an der Universität Osnabrück und der Johannes Gutenberg-Universität Mainz, das sie 1990 mit dem ersten juristischen Staatsexamen beendete. Nach dem Rechtsreferendariat legte sie 1993 das zweite Staatsexamen ab und war danach bis 2012 als Rechtsanwältin in Darmstadt und Leer tätig. Von 1995 bis 2001 arbeitete sie zugleich als Syndikus beim Arbeitgeberverband Landwirtschaft und Genossenschaften Weser-Ems.
Sie ist evangelische Ostfriesin und engagiert sich insbesondere für die friesische Kultur. Sie lebt in Hesel, ist kinderlos und seit 2015 in zweiter Ehe mit dem Förster und Kommunalpolitiker Gerd Dählmann verheiratet.

### Politik
1996 trat sie in die CDU ein und wurde in den Rat der Samtgemeinde Hesel gewählt, dem sie bis 1999 angehörte. Seit 2001 ist sie Mitglied im Kreistag des Landkreises Leer.
Seit 2002 ist Connemann Mitglied des Deutschen Bundestages für den Wahlkreis Unterems. Sie folgte auf Rudolf Seiters. Hier war sie von 2003 bis 2007 Vorsitzende der Enquête-Kommission „Kultur in Deutschland“. Sie ist stellvertretende Vorsitzende der Deutsch-Israelischen Parlamentariergruppe und gehört dem Vorstand des Parlamentskreises Mittelstand der CDU/CSU-Bundestagsfraktion an.
Im Jahr 2009 gab Connemann ein Gutachten beim Wissenschaftlichen Dienst des Deutschen Bundestages in Auftrag, das klären sollte, ob außerirdisches Leben existiert. Inzwischen ist das Gutachten nach einem Rechtsstreit öffentlich einsehbar. Im Jahr 2011 war sie eine von fünf Abgeordneten der CDU/CSU-Fraktion, die dem Gesetzentwurf zum Atomausstieg nicht zustimmte. Mitte 2014 war sie eine von insgesamt fünf Bundestagsabgeordneten, die gegen die Einführung des gesetzlichen Mindestlohns stimmten.
Bis 2015 war sie ordentliches Mitglied im Bundestagsausschuss Ernährung und Landwirtschaft und dessen Vorsitzende.
2014 wurde sie vom DGB-Regionalverband Ostfriesland-Nördliches Emsland als Rednerin zu einer Veranstaltung anlässlich des Antikriegstages an der Begräbnisstätte Esterwegen ausgeladen. Zuvor hatte sie in einem Interview Verständnis für das Vorgehen des israelischen Militärs im Gaza-Konflikt 2014 gezeigt.
Von Januar 2015 bis 2021 war sie stellvertretende Fraktionsvorsitzende und zuständig für die Bereiche Ernährung, gesundheitlicher Verbraucherschutz, Landwirtschaft, Kirchen, Kunst, Kultur und Medien. Sie machte sich für eine Ausweitung der Werbebeschränkungen für Zigaretten stark.
Am 15. Dezember 2016 erhielt Connemann das Verdienstkreuz am Bande des Verdienstordens der Bundesrepublik Deutschland für ihre besonderen Verdienste um das Gemeinwohl, das ihr von Bundestagspräsident Norbert Lammert überreicht wurde.
Sie zählt zu den 75 Unionsabgeordneten – 68 von der CDU (26,9 % aller CDU-Abgeordneten) und 7 von der CSU (12,5 % aller CSU-Abgeordneten) –, die im Juli 2017 für die gleichgeschlechtliche Ehe gestimmt haben.
Unter dem Namen „Das Schwarze Sofa“ veranstaltet Connemann regelmäßig Veranstaltungen in ihrem Wahlkreisgebiet. So hatte sie beispielsweise die CDU-Mitglieder Julia Klöckner und Wolfgang Bosbach zu Gast.
Anfang 2018 war Connemann Mitglied der Sondierungsgruppe der CDU zu einer neuerlichen Bildung einer Großen Koalition zwischen Union und SPD.
Am 11. Dezember 2021 wurde Gitta Connemann auf dem digital veranstalteten Bundesmittelstandstag im zweiten Wahlgang mit 59 Prozent der Delegiertenstimmen zur Bundesvorsitzenden der Mittelstands- und Wirtschaftsunion gewählt.
Am 18. März 2025 stimmte sie für die Änderung von vier Artikeln der Verfassung für das geplante Sondervermögen Infrastruktur und Klimaneutralität im Umfang von 500 Milliarden Euro. Sie äußerte aber in einer persönlichen Erklärung, dass „dieses Schuldenpaket ein gravierendes Ausmaß hat. Ich verstehe deshalb Kritik und Sorgen“.
Im Zuge der Bildung des Kabinetts Merz wurde sie am 6. Mai 2025 zur Parlamentarischen Staatssekretärin bei der Bundesministerin für Wirtschaft und Energie, Katherina Reiche (CDU), ernannt. Zudem wurde sie zur Beauftragten der Bundesregierung für den Mittelstand ernannt.

### Wahlergebnisse
Connemann ist stets als direkt gewählte Abgeordnete des Wahlkreises Unterems in den Deutschen Bundestag eingezogen. Bei der Bundestagswahl 2005 erreichte sie hier 47,1 % der Erststimmen, bei der Bundestagswahl 2009 45,2 % der Erststimmen. Ihr Ergebnis konnte sie in der folgenden Bundestagswahl 2013 mit 54,7 % der Erststimmen deutlich ausbauen. 2017 erzielte sie mit 50,0 % der Erststimmen Rang 13 der besten Erststimmenergebnisse. Bei den Bundestagswahlen 2021 und 2025 erzielte sie mit 44,4 %, sowie 40,5 % der Erststimmen ihre zwei schlechtesten Ergebnisse.
| Bundestagswahl            | 2002 | 2005 | 2009 | 2013 | 2017 | 2021 | 2025 |
| ------------------------- | ---- | ---- | ---- | ---- | ---- | ---- | ---- |
| Erststimmen in %          | 47,4 | 47,1 | 45,2 | 54,7 | 50,0 | 44,4 | 40,5 |
| Zweitstimmen der CDU in % | 41,7 | 40,5 | 39,1 | 48,8 | 42,4 | 29,9 | 32,8 |

### Mitgliedschaften
Seit 2010 ist sie Vizepräsidentin der Deutsch-Israelischen Gesellschaft. Sie ist außerdem Mitglied im Beirat des American Jewish Committee Berlin und Mitglied im Kuratorium der Aktion Sühnezeichen.